# Маера
Маера (итал. Maierà) — коммуна в Италии, располагается в регионе Калабрия, подчиняется административному центру Козенца.
Население составляет 1325 человек, плотность населения составляет 78 чел./км². Занимает площадь 17 км². Почтовый индекс — 87020. Телефонный код — 0985.
Покровителем коммуны почитается Пресвятая Богородица, празднование 16 июля.